# Huy Tuấn
Bùi Huy Tuấn (sinh ngày 15 tháng 9 năm 1970), thường được biết đến với nghệ danh Huy Tuấn, là một nam nhạc sĩ, nhà soạn nhạc, giám đốc âm nhạc kiêm nhà sản xuất thu âm người Việt Nam. Cùng với Anh Quân, anh đã lập nên ban nhạc Anh Em vào năm 1993 tại Đức, và sau đó trở thành một trong những người cộng tác của ca sĩ Mỹ Linh kể từ năm 1998, bắt đầu bằng album Tóc ngắn. 
Từ năm 2003, song song với các hoạt động của ban nhạc Anh Em, Huy Tuấn bắt đầu thử nghiệm trong vai trò nhà sản xuất âm nhạc. Với album 24 giờ 7 ngày (2004), anh là người phát hiện và đưa ra ánh sáng cho Hồ Ngọc Hà để cô bắt đầu sự nghiệp âm nhạc của mình. Là một nhạc sĩ có nhiều sáng tác được công chúng mến mộ, Huy Tuấn cũng tham gia vào nhiều chương trình truyền hình, trong đó có Tìm kiếm tài năng: Vietnam's Got Talent và Vietnam Idol. Anh cũng từng là thành viên của Hội đồng nghệ thuật chương trình Bài hát Việt và Sao Mai điểm hẹn. Anh cũng là người dành nhiều thời gian hỗ trợ các ca sĩ trẻ, giúp họ có những bước đi vững chắc cho sự nghiệp ca hát.
Được đánh giá là một trong những người tiên phong góp phần định hướng tư duy cảm thụ âm nhạc Việt Nam cho khán giả, Huy Tuấn cùng với Anh Quân được xem là một trong những người tạo nên thành công rực rỡ trong sự nghiệp âm nhạc của Mỹ Linh. Qua hơn ba mươi năm trong sự nghiệp của mình, anh đã từng được đề cử ba giải Cống hiến.

## Tuổi trẻ
Huy Tuấn sinh năm 1970 tại Hạ Long, Quảng Ninh trong một gia đình không mấy khá giả có bố làm trong lĩnh vực thể thao và mẹ làm nghề buôn bán tự do. Dù không phải là “con nhà nòi” nhưng ngay từ những năm tháng trung học, anh đã sớm bộc lộ năng khiếu âm nhạc và niềm đam mê với nghệ thuật. Khi Nhà nước có chính sách tìm kiếm tài năng trẻ tại các địa phương để đào tạo ngành nghề, Huy Tuấn ngay lập tức nộp đơn đăng ký và sau đó được chọn vào khoa Flute tại Nhạc viện Hà Nội. Kết thúc 4 năm sơ cấp, vì học giỏi mà anh được các chuyên gia Liên Xô sang trường tuyển thẳng vào Nhạc viện Tchaikovsky, ngôi trường âm nhạc cổ điển hàng đầu châu Âu, để tiếp tục theo học nâng cao bộ môn sáo tây. Đây chính là một cơ hội lớn, là bước đệm giúp anh phát triển tài năng và theo đuổi sự nghiệp âm nhạc của mình sau này.
Năm 1990, Liên Xô tan rã. Theo bạn bè, từ Nga, Huy Tuấn đi sang Ba Lan, rồi sang Đức, kiếm sống bằng nhiều nghề để có tiền học sáng tác nhạc.

## Sự nghiệp

### Ca sĩ

#### 1993: Ban nhạc Anh Em
Huy Tuấn và Anh Quân gặp nhau từ Nhạc viện Hà Nội rồi cùng nhau sang Nga. Hai người bạn từ thuở nhỏ với cùng niềm đam mê đã lập nên ban nhạc Anh Em tại Đức vào năm 1993 chỉ gồm 2 thành viên. Thời gian còn là sinh viên tại Nga, ngoài giờ học ở trường, Huy Tuấn và Anh Quân còn tranh thủ chơi nhạc và hát ở các nhà hàng, quán bar. Họ từng thực hiện một album có tên là Thiên đường. Huy Tuấn nói về tình bạn với Anh Quân: "Tôi nói với Quân: "Tao với mày đi đâu cũng có nhau, cái gì cũng nghĩ chung, làm chung, cùng nghe một thứ nhạc, cùng thích chơi một thứ nhạc. Tao đi đâu cũng thấy… mày bên cạnh. Tao qua Nga mày cũng qua Nga. Tao qua Ba Lan mày cũng qua Ba Lan. Qua Đức mày cũng qua Đức. Tao ngoái lại lúc nào cũng nhìn thấy mày. Như thế quá bằng "Anh Em" còn gì! Còn hơn cả anh em!". Anh Quân nói: "Anh Em" vì thế quả đúng là cái tên phản ánh rất đúng mối quan hệ giữa tôi và Tuấn vì có lẽ, ngay cả đến anh em trong nhà cũng không thể thân nhau đến thế."

#### 1998–nay: Mỹ Linh
Năm 1997, ban nhạc Anh Em trở về Việt Nam và bắt đầu cộng tác với Mỹ Linh sau khi cô lập gia đình với Anh Quân. Năm 2000, họ thực hiện thành công album Tóc Ngắn 2 tạo tiếng vang lớn trong dư luận và góp phần đưa Mỹ Linh trở thành “diva” trong lòng công chúng. Đây là album không chỉ thay đổi quan điểm trong nhạc nhẹ Việt Nam mà còn tạo ra những chuyển biến về việc thực hiện sản phẩm âm nhạc phòng thu. Kể từ đó, Huy Tuấn và ban nhạc Anh Em trở thành ê-kíp chính của Mỹ Linh, đồng hành giúp cô tạo dựng phong cách của “tóc ngắn”.
Năm 2003, ban nhạc Anh Em sản xuất thành công album Made in Viet Nam, đánh dấu sự hợp tác lần đầu tiên giữa ekip người Việt và ekip người nước ngoài (Blue Tiger Records). Năm 2004, ban nhạc tiếp tục thành công cùng ca sĩ Mỹ Linh với album xuất sắc Chat với Mozart khi toàn bộ các ca khúc cổ điển nổi tiếng của thế giới được phổ lời Việt và hòa âm lại theo phong cách R&B hiện đại. Năm 2006, khi dư âm của “Chat với Mozart” chưa kịp lắng xuống, ban nhạc Anh Em và ca sĩ Mỹ Linh lại tiếp tục áp đảo thị trường âm nhạc Việt bằng album Để tình yêu hát nhân dịp lễ Valentine và thực hiện show diễn Mỹ Linh '06 được dàn dựng công phu, giúp Mỹ Linh đoạt giải “Ca sĩ của năm” của Giải thưởng cống hiến do báo Thể thao & Văn hóa tổ chức. Tới năm 2011, ê-kíp của ban nhạc Anh Em cùng Mỹ Linh đã thử nghiệm phong cách nhạc pha Jazz với chất liệu Acoustic để thực hiện album Tóc ngắn acoustic - Một ngày được phát hành dưới dạng đĩa than cùng ấn bản CD. Mới đây, vào ngày 18/01/2018, sau 3 năm miệt mài sáng tạo của toàn ekip, album Chat với Mozart II đã chính thức ra mắt, với chất âm nhạc cổ điển được khoác màu áo blue jazz đương đại. Huy Tuấn cùng Anh Quân và nhạc sĩ trẻ tài năng Thanh Bình là những người phối khí cho sản phẩm âm nhạc này.
Ngoài Mỹ Linh, ban nhạc Anh Em vẫn luôn tiếp tục cộng tác với nhiều ca sĩ như Tuấn Ngọc, Thanh Lam, Hồng Nhung, Quang Dũng, Hà Anh Tuấn, Đức Tuấn, Tùng Dương, Đinh Mạnh Ninh, Mỹ Tâm... Các chương trình cộng tác của ban nhạc Anh Em luôn được công chúng và giới chuyên môn đánh giá cao.

#### 2004-2006: Hồ Ngọc Hà
Năm 2004, Hồ Ngọc Hà đến Hà Nội và tìm gặp Huy Tuấn để thử sức trong lĩnh vực ca hát. Sau đó, anh đã giúp cô thực hiện album đầu tay mang tên 24 giờ 7 ngày được phát hành bởi hãng Viết Tân Studio. Các bài hát nằm trong album đều do Huy Tuấn sản xuất và được anh cùng các nhạc sĩ như Đức Trí, Nguyễn Xinh Xô, Hồng Kiên, Dương Thụ và An Hiếu sáng tác. Với sự giúp đỡ của kỹ thuật phòng thu và “bàn tay phù thủy” của Huy Tuấn đã giúp nhào nặn phong cách cho Hà Hồ và tạo ra một album khá hoàn chỉnh cho một giọng ca vốn bị chê vừa khàn vừa mỏng. Năm 2005, nghe lời khuyên của Huy Tuấn, Hồ Ngọc Hà  sau đó đã ký hợp đồng với hãng đĩa của nhạc sĩ Đức Trí là Music Faces và cho ra mắt album thứ hai Và em đã yêu, giúp tên tuổi của Hà nở rộ trong thời đó. Năm 2006, Huy Tuấn và Đức Trí cùng nhau sáng tác trong album thứ ba của cô mang tên Muốn nói với anh, được phát hành tại Việt Nam bởi hãng Music Faces và Galaxy Media & Entertainment, và tại Mỹ trên iTunes bởi hãng Music Faces.

#### 2010: Uyên Linh
Năm 2010, Huy Tuấn làm giám đốc âm nhạc chịu trách nhiệm toàn bộ về mặt chất lượng âm nhạc cho Vietnam Idol mùa 3, phát sóng trên kênh VTV6 của Đài Truyền hình Việt Nam. Chương trình được đánh giá là đã có nhiều thay đổi mới trong định dạng theo hướng gần gũi với khán giả Việt hơn, đã tạo cho các ca sĩ sự khởi đầu rất thuận lợi để làm nền tảng vững chắc cho sự nghiệp của họ sau này. Ca sĩ Uyên Linh trong đêm chung kết đã vượt qua đối thủ Văn Mai Hương để giành danh hiệu Vietnam Idol và bước ra khỏi cuộc thi như một “diva mới”, được kỳ vọng sẽ tiếp nối các thế hệ “đàn chị” đi trước như Mỹ Linh, Hồng Nhung, Thanh Lam... 6 tháng sau khi chương trình kết thúc, Huy Tuấn đã bỏ công làm single Cám ơn tình yêu cho Uyên Linh như một lời cám ơn dành cho khán giả và giới làm nghề. Đây là bản thu âm đầu tiên của cô trong studio với tư cách là quán quân của “thần tượng”. Huy Tuấn sau đó đã tư vấn và cân nhắc thận trọng những bước đi tiếp theo cho Uyên Linh, giúp cô lựa chọn nhà sản xuất thích hợp. Năm 2011, nhạc sĩ Quốc Trung đã đồng ý sản xuất album đầu tay cho Uyên Linh mang tên Giấc mơ tôi, trong khi Huy Tuấn nhận làm việc với Á quân Văn Mai Hương.

#### 2010-nay: Văn Mai Hương
Bước ra từ chương trình Vietnam Idol 2010 với danh hiệu Á Quân, ca sĩ trẻ Văn Mai Hương quyết định “Nam tiến” để chính thức tấn công vào thị trường âm nhạc Việt với sự “giúp đỡ nhiệt tình” của nhạc sĩ Huy Tuấn. Anh đã nhận đỡ đầu và định hướng âm nhạc cho cô. Khởi đầu là single Nếu như anh đến, là một ca khúc kết hợp giữa hai thể loại Dance-pop và R&B được sáng tác bởi nhạc sĩ Nguyễn Đức Cường. Bài hát nhanh chóng được tiếp nhận như “làn gió mới” của V-pop và đã đứng đầu bảng xếp hạng Zing Top Song vào tháng 8 năm 2011. Cùng năm đó, để đánh dấu tuổi 17, Văn Mai Hương ra mắt album đầu tay Hãy mỉm cười là tập hợp những tác phẩm mới được nhà sản xuất Huy Tuấn tuyển lựa kỹ càng từ những sáng tác của nhiều nhạc sĩ tên tuổi như Nguyễn Đức Cường, Giáng Son, Đức Trí, Huy Tuấn, Minh Vương, Hà Quang Minh... Trong quá trình thực hiện album này, Huy Tuấn đã từng thẳng thừng la mắng và đuổi Văn Mai Hương khỏi studio của Music Faces vì thu âm không đạt yêu cầu ca khúc Ngày chung đôi. Nhắc lại chuyện cũ, cô thấy rất xấu hổ nhưng vẫn thầm cám ơn Huy Tuấn vì nhờ có sự nghiêm khắc của anh mà cô đã có một bản thu chất lượng. Năm 2013, Huy Tuấn tiếp tục giúp cô biên tập album thứ 2 mang tên "Mười tám+" gồm các bài hát mang phong cách ballad, Dance-pop và R&B…
Á quân Vietnam Idol 2010 từng chia sẻ, “…Tôi chắc chắn sẽ không có được ngày hôm nay nếu không có hai người thầy lớn nhất cuộc đời mình: NSƯT Hà Thủy - người mẹ thứ 2 và nhạc sĩ Huy Tuấn - người cha thứ 2. Một người dìu dắt và một người chắp cánh ước mơ tôi…” Huy Tuấn khi được hỏi về cơ duyên kết hợp với Văn Mai Hương, “Tôi muốn xây dựng một thần tượng mới cho đối tượng khán giả teen, với những ca khúc có nội dung lành mạnh phù hợp với lứa tuổi, có chiều sâu nghệ thuật. Với những tố chất của Văn Mai Hương và với sự nhiệt huyết của mình, tôi hy vọng sẽ làm một điều gì đó cho phân khúc thị trường này. Tôi nghĩ nếu mình làm việc tử tế nó sẽ đem lại những giá trị thiết thực”.

#### 2012-2014: Sơn Tùng M-TP
Sau khi tốt nghiệp khoa Thanh nhạc tại Nhạc viện Thành phố Hồ Chí Minh, Sơn Tùng chuyển vào Sài Gòn học tập và phát triển sự nghiệp. Cuối năm 2012, Sơn Tùng M-TP kí hợp đồng và trở thành ca sĩ độc quyền của công ty Văn Production (cùng với Văn Mai Hương) dưới sự nâng đỡ và dẫn dắt của nhạc sĩ Huy Tuấn, vốn đang là cố vấn chuyên môn tại đây. Thời điểm đó, Huy Tuấn là giám đốc âm nhạc cuộc thi Vietnam Idol 2012 và là một trong các giám khảo Bài hát yêu thích, nên đã mời Sơn Tùng biểu diễn trong hai chương trình này. Sau hai đêm diễn, Sơn Tùng được khán giả trẻ yêu thích với ca khúc Cơn mưa ngang qua. Giữa 2014, Sơn Tùng tiếp tục được Huy Tuấn mời tham gia hai chương trình và "gây sốt" với Em của ngày hôm qua.
Sau khi trở nên đình đám, Sơn Tùng vướng phải nghi án đạo nhạc. Giữa sự chỉ trích dữ dội của dư luận, giọng ca 20 tuổi vẫn được Huy Tuấn đứng ra bảo vệ. Song, nhạc sĩ không thể giúp Sơn Tùng giữ lại các giải thưởng âm nhạc mà ca sĩ trẻ này từng đạt được trước đó. Cuối năm 2014, nhạc sĩ Huy Tuấn chính thức tuyên bố dừng hợp tác với Sơn Tùng M-TP do bận rộn với nhiều hoạt động âm nhạc, không đủ thời gian quán xuyến hết công việc, nên chỉ nhận cố vấn chuyên môn cho ca sĩ Văn Mai Hương.

#### 2014-2016: Vũ Cát Tường
Sau khi “chia tay” với Sơn Tùng M-TP, Á quân Giọng hát Việt mùa 2 Vũ Cát Tường chính là cô học trò mới mà nhạc sĩ Huy Tuấn muốn hỗ trợ phát triển sự nghiệp. Cuối năm 2014, đóng vai trò là nhà sản xuất âm nhạc và hòa âm phối khí, Huy Tuấn đã cho ra mắt thành công album đầu tay của Vũ Cát Tường mang tên Giải mã, gồm những ca khúc do chính cô tự sáng tác theo thể loại Ballad, Pop rock, R&B và Electronic. Single Yêu xa trích từ album này được phát hành trước đó cũng nhanh chóng nhận được sự đón nhận của khán giả và lọt vào Top của các bảng xếp hạng âm nhạc. Bản thân Vũ Cát Tường với phần biểu diễn thành công ca khúc “Yêu xa” đã nhận giải thưởng “Ca sĩ thể hiện hiệu quả nhất” trong liveshow tháng 8 của chương trình Bài hát Việt (2014).
Năm 2015, nhận thấy tiềm năng có thể trở thành “bản hit thành công”  trong sáng tác mới của Vũ Cát Tường, nhạc sĩ Huy Tuấn đã đề cử “Mơ” vào Bài Hát Việt 2015 và ngay lập tức ca khúc được viết theo phong cách Soul mix R&B này đã đoạt giải “Bài hát ấn tượng” trong liveshow tháng 12 do khán giả bình chọn. Đây chính là động lực để Vũ Cát Tường đầu tư mạnh mẽ cho bài hát với một video ca nhạc hoàn chỉnh, và “người thầy” Huy Tuấn tiếp tục nhận lời làm nhà sản xuất cho MV này. Tháng 1 năm 2016, Vũ Cát Tường đã có buổi họp báo ra mắt single và MV Mơ. Sản phẩm thu hút sự quan tâm và yêu thích của khán giả lẫn giới chuyên môn khi được trau chuốt khá kỹ lưỡng về hình ảnh từ góc quay đến giai đoạn xử lý hậu kỳ. Tháng 2 năm 2016, MV Mơ đã vinh dự giành giải cao nhất “MV vàng” tại lễ trao giải VTV Bài hát tôi yêu 2015 diễn ra tại Nhà hát Bến Thành, Thành phố Hồ Chí Minh. Có được thành công này, Vũ Cát Tường không quên gửi lời cám ơn chân thành tới người thầy, “người bạn tri âm” Huy Tuấn vì đã tận tình hướng dẫn cô, đã kiên nhẫn để mặc cô tự do khám phá giai điệu của con người cô và tin tưởng vào tố chất người nghệ sĩ trong cô. Nói về sự hợp tác với nhạc sĩ Huy Tuấn, nữ ca sĩ Vết mưa chia sẻ, “Tôi đặt niềm tin vào người đã có thành tựu, nhưng quan trọng nhất với tôi vẫn là cả hai tôn trọng sự khác biệt của nhau.”

### Nhạc phim
Dù không được đào tạo để viết nhạc phim chuyên nghiệp, và chỉ bằng cảm quan riêng, bằng kiến thức về điện ảnh có được nhờ vào sự yêu thích phim ảnh từ sớm, nhạc sĩ Huy Tuấn vẫn được nhiều đạo diễn nổi tiếng như Nguyễn Quang Dũng (đạo diễn), Lê Hoàng, Đỗ Thanh Hải... gửi gắm làm nhạc cho các bộ phim điện ảnh lẫn truyền hình. Bộ phim đầu tiên anh viết nhạc cách đây gần 20 năm là phim truyền hình của đạo diễn Trần Hoài Sơn. Lúc đó cả hai đều còn rất trẻ và khá hưng phấn với tác phẩm đầu tay của mình. Sau khi tiếp tục viết khá nhiều nhạc phim cho các bộ phim truyền hình như Những giấc mơ dài (2004), Dòng sông phẳng lặng (2004) (đều do ca sĩ Mỹ Linh thể hiện)... đến năm 2005 Huy Tuấn bắt đầu viết nhạc cho phim truyện nhựa. Tại Liên hoan phim Việt Nam lần thứ 15, có tới 4 bộ phim tham gia tranh cử do anh viết nhạc phim, đó là Chiến dịch trái tim bên phải và Vũ điệu tử thần của Hãng phim truyện Việt Nam, Hai trong một của hãng phim Thiên Ngân Galaxy (ca khúc Hip Hop có tên “Bó tay” do L.k và Ngô Thanh Vân thể hiện) và Sinh mệnh của Hãng phim truyện I.
Từ năm 2009, sau khi chuyển vào Sài Gòn, Huy Tuấn càng nhận được nhiều “đơn đặt hàng” hơn. Năm 2010, anh tham gia với tư cách là đồng sáng tác với nhạc sĩ Võ Thiện Thanh trong bộ phim "Những nụ hôn rực rỡ" của đạo diễn Nguyễn Quang Dũng (Dũng “khùng”) và rất thích thú với phần âm nhạc của bộ phim này. Hai người đã may mắn đoạt giải Bông sen Vàng tại Liên hoan phim Việt Nam lần thứ 17.
Năm 2013, sau khi bộ phim Mỹ nhân kế của đạo diễn Quang Dũng “rời” khỏi rạp chiếu thì ca khúc nhạc phim “Chờ người nơi ấy” do ca sĩ Uyên Linh - Quán quân Vietnam Idol 2010, thể hiện vẫn gây “sốt” trong giới trẻ, thậm chí nhóm nhạc Unlimited còn làm mới ca khúc này theo phong cách Rock rất ấn tượng. Đây là một sản phẩm của sự kết hợp thành công giữa âm nhạc của Huy Tuấn và ca từ của Hà Quang Minh. “Chờ người nơi ấy” hiện vẫn được xem là một trong những bài nhạc phim hay nhất từ trước đến nay.
Năm 2014, Huy Tuấn nhận lời viết nhạc nền và sáng tác ca khúc cho bộ phim Lạc giới của đạo diễn Phi Tiến Sơn. Anh đã mời Mỹ Linh tham gia viết lời và hát ca khúc “Lạc Bờ”, đánh dấu sự kết hợp của tình bạn âm nhạc 20 năm của hai người. Khán giả được gặp lại sự nồng nàn, da diết của giọng hát Mỹ Linh trong những giai điệu lãng mạn của Huy Tuấn và không ngạc nhiên khi nhạc phẩm đã vượt ra khỏi ranh giới của bộ phim.
Năm 2015, trên sân khấu Vietnam Idol, lần đầu tiên diva Trần Thu Hà giới thiệu “Giấc mơ đã qua” đến công chúng – một ca khúc do nhạc sĩ Huy Tuấn sáng tác trong phim Quyên của đạo diễn Nguyễn Phan Quang Bình. Dù chỉ có một khoảng thời gian ngắn ngủi để quyết định thu âm bài hát này, và chỉ thu âm 2 lần trong vòng 10 phút, nhưng nữ ca sĩ có một cảm giác rất gần gũi với ca khúc. Cô từng chia sẻ, “Tác phẩm này của nhạc sĩ Huy Tuấn theo chủ ý của tôi cần một giọng hát nhiều nữ tính và một cảm xúc nhiều trải nghiệm. Trong sự bình thản vẫn có những sóng gió ngầm.”
Trong hai năm tiếp theo, mỗi năm Huy Tuấn lại nhận viết nhạc cho một bộ phim điện ảnh, là Vệ sĩ, tiểu thư và thằng khờ (2016) và Sắc đẹp ngàn cân (2017). Hai ca khúc “Nếu lúc ấy” và “Forever n Ever” (F.N.E) đều được thể hiện thành công bởi ca sĩ Bằng Kiều và hai “học trò cưng” của anh là Văn Mai Hương và Rocker Nguyễn.
Tuy nhiên, nếu được chọn thì Huy Tuấn vẫn thích viết nhạc hơn là sáng tác ca khúc cho phim, vì đối với anh nhạc cho phim phải là phần nhạc nền, ca khúc hầu hết chỉ dành cho phim truyền hình, ngoại trừ những phim có yêu cầu đặc biệt như phim âm nhạc. Để thực hiện phần âm nhạc cho một bộ phim, anh thường đọc kịch bản trước rồi gặp gỡ trao đổi với đạo diễn, viết, đưa đạo diễn nghe thử để biết rằng cả hai đang đi đúng hướng, sau đó làm một mạch và mang đến cùng đạo diễn ghép nhạc... Điều kiện duy nhất Huy Tuấn đặt ra cho các nhà sản xuất là cung cấp bản dựng nháp trước một tháng nhưng hầu như chưa bao giờ anh có được điều đó. Theo Huy Tuấn, “Viết nhạc cho phim chính là đạo diễn thứ hai bằng âm thanh”. Sáng tác ca khúc có thể chỉ mất vài buổi, còn viết phần nhạc nền cho một bộ phim có khi anh phải cần vài tháng để hoàn thành.

### Truyền hình thực tế
Không chỉ là người định hướng chuyên môn và đứng sau thành công của nhiều hiện tượng âm nhạc trẻ, nhạc sĩ Huy Tuấn từ khi Nam tiến còn tham gia nhiều hơn vào các show truyền hình thực tế trên nhiều cương vị khác nhau như giám đốc âm nhạc, thành viên hội đồng nghệ thuật, thành viên ban giám khảo và huấn luyện viên cho các cuộc thi âm nhạc lớn nhỏ.
Từ năm 2010 tới nay, Huy Tuấn là giám đốc âm nhạc kỳ cựu đầy tâm huyết của chương trình Vietnam Idol: Thần tượng Âm nhạc Việt Nam. Mùa 3 với nhiều thay đổi trong định dạng đã đem lại thành công đặc biệt khi tạo được “hiệu ứng Idol” và sự giao thoa thống nhất rất hiếm hoi trong bình chọn giữa khán giả và ban giám khảo. Từ cuộc thi này, thị trường nhạc Việt đón chào hai giọng ca trẻ xuất sắc mới là Uyên Linh và Văn Mai Hương, hai “học trò” mà anh vẫn luôn quan tâm và nhiệt tình chỉ dẫn. Những năm sau đó với kinh nghiệm dày dặn, khả năng chuyên môn cao cùng sự cầu toàn trong công việc, Huy Tuấn tiếp tục đảm nhận vai trò quan trọng này trong các cuộc thi âm nhạc lớn như Bài hát Việt (2012 - 2015), Bài hát yêu thích (2012 – 2016), Tuyệt đỉnh tranh tài (2014 – 2015), Sao Việt toàn năng (2015), Khởi đầu ước mơ - Dream High (2016), Trời sinh một cặp (2017 – nay), Sao đại chiến (2017)…
Năm 2014, anh là lựa chọn hoàn hảo cho vị trí Giám khảo kiêm Giám đốc âm nhạc của “Học viện ngôi sao” để đồng hành với quá trình tuyển lựa và luyện tập của 12 học viên cho Học viện đặc biệt này. Chương trình truyền hình thực tế này thu hút sự quan tâm của khán giả trẻ khi cho họ trải nghiệm một bức tranh toàn cảnh về thế giới giải trí và hiểu hơn về một môi trường không hoàn toàn màu hồng của showbiz.
Là một nhạc sĩ nhưng khi ngồi trên “ghế nóng” của các chương trình truyền hình thực tế như Tìm kiếm tài năng: Vietnam's Got Talent (2011 – 2016), Biệt đội tài năng (2016)… hay những sự kiện âm nhạc lớn như MAMA Awards (2016 - 2017) tại Việt Nam, anh lại được biết đến nhiều hơn với vai trò một vị giám khảo khó tính khi có những nhận xét khắt khe về chuyên môn và nghiêm khắc chỉ ra những khuyết điểm ở những phần thi tài năng của các thí sinh. Ngoài ra, Huy Tuấn từng được mời làm cố vấn âm nhạc trong Giọng hát Việt nhí: The Voice Kids mùa 1 (2013) (đội của nhạc sĩ Thanh Bùi) và Ban nhạc Việt: The Band (2017) (đội của ca sĩ Mỹ Linh). Anh cũng luôn là một trong những nghệ sĩ tên tuổi được lựa chọn làm thành viên Hội đồng nghệ thuật (Hội đồng thẩm định) của các cuộc thi âm nhạc lớn như Sao Mai điểm hẹn (2006, 2014), Zing Music Awards (2017), có vai trò cố vấn chuyên môn cho toàn bộ chương trình và quyết định các hạng mục quan trọng nhất của giải thưởng.
Tuy nhiên, với việc xuất hiện ngày càng nhiều trên sóng truyền hình với chức danh rất “oai” là Giám đốc âm nhạc, khán giả đang cảm nhận được sự vắng bóng của một Huy Tuấn ca khúc, Huy Tuấn phòng thu. Khi được hỏi về chuyện này, anh từng chân thành chia sẻ, “Danh xưng thì chỉ là danh xưng mà thôi, ý nghĩa những công việc tôi làm không nằm trong chữ “oai” đó. Tôi thậm chí còn gọi công việc hiện nay của mình là “nhặt rác”. Làm “giám đốc âm nhạc”, nói cho cùng, chính xác là công việc lọc rác: xem cái gì nên giữ lại, đưa vào chương trình; cái gì nên thải loại, để tránh làm phiền người nghe. Từng chút một, qua từng chương trình, tôi coi nó như những hạt cát nhằm góp phần lành mạnh hóa hơn đời sống nhạc Việt, bắt đầu từ việc giúp người xem được hưởng lợi.”

### Sự kiện âm nhạc
Đối với nhạc sĩ Huy Tuấn, thị trường sôi động như Thành phố Hồ Chí Minh đã giúp anh được làm và làm được những việc mà anh mong muốn, đóng góp được nhiều hơn vào đời sống âm nhạc. Trong đó, đáng kể nhất là các sự kiện, chương trình văn hóa nghệ thuật mà anh tham gia với vai trò đạo diễn, giám đốc âm nhạc. Từ năm 2010 tới nay, Huy Tuấn luôn bận rộn, làm không hết việc vì một núi đơn đặt hàng, từ thương mại tới nghệ thuật. Đối với anh, “kiếm tiền luôn là nhiệm vụ được ưu tiên hàng đầu, trước hết là để lo cho gia đình, sau nữa là để đi được dài lâu với nghề. Có bắt được nghề nuôi mình thì mới mong nuôi lại được nghề, nuôi những đam mê và tâm huyết của mình, thay vì cứ để nó dần bị thui chột vì trăm thứ lo toan vặt vãnh…” Nhưng không phải vì thế mà anh làm việc hời hợt, ngược lại anh chăm chút và đổ công sức, tâm huyết cho từng “đứa con tinh thần” của mình.
Rất nhiều “đại tiệc âm nhạc” hoành tráng, sôi động đều có “bàn tay phù thủy” của Huy Tuấn đứng sau chỉ huy, từ những buỗi lễ đếm ngược chào năm mới Sabeco 2015, Yamaha Clearmen 2016 tới Habeco 2017 và TMS Quy Nhơn 2018; từ sự kiện thế giới Giờ Trái Đất (Earth Hour) 2017 và kỉ niệm 10 năm 2018 tới những đêm nhạc nằm trong chương trình quảng bá hình ảnh của các doanh nghiệp như Đêm nhạc tưởng nhớ nhạc sĩ Trịnh Công Sơn - “Gọi Nắng” 2017 của tập đoàn FLC, lễ mở bán biệt thự trên cao mang tên “Hành trình chạm vào cảm xúc” tại Flamingo Cát Bà Beach Resort (2018); từ lễ hội thời trang âm nhạc ngoài trời được tổ chức bởi Honda Vision Steps of Glory 2017 tới chương trình đặc biệt về các cầu thủ U23 Việt Nam “Từ những cậu bé chân trần đến người hùng sân cỏ” (2018) của Đài Truyền hình Việt Nam… Sự kiện nào cũng thu hút rất nhiều quan tâm yêu mến của khán giả và báo chí, cũng được đánh giá cao cả về chất lượng chuyên môn lẫn yếu tố giải trí khi có sự hợp tác với các đạo diễn sân khấu nổi tiếng như Việt Tú, Phạm Hoàng Nam, Tất Mỹ Loan, Hoàng Công Cường…, là những đêm nhạc đỉnh cao của âm thanh, ánh sáng và nghệ thuật của hầu hết các nghệ sĩ đình đám nhất showbiz Việt như Đàm Vĩnh Hưng, Tóc Tiên, Sơn Tùng M-TP, Đông Nhi, Noo Phước Thịnh…
Không chỉ ngồi đó chờ việc đến tay, Huy Tuấn còn là một người luôn “bùng nổ” rất nhiều ý tưởng sáng tạo. Anh từng trả lời trong một bài phỏng vấn, rằng “khi không có tiền, tôi sẽ bán ý tưởng”. Năm 2011, Huy Tuấn chính thức khởi động dự án “Music on the roof” (Âm nhạc trên tầng cao) – một series âm nhạc tổ chức hàng tháng do anh đạo diễn âm nhạc và The Rooftop, Hà Nội tổ chức. Ý tưởng này bắt nguồn trước hết từ việc Huy Tuấn mong mỏi có một nơi để anh và ban nhạc Anh Em có thể thể hiện hết khả năng của mình, một sân chơi thật xứng đáng ngay trong lòng thủ đô Hà Nội; kế đó là mong muốn đưa tới cho khán giả một địa chỉ văn hóa mới, một không gian thưởng thức âm nhạc thực sự. Mỗi số âm nhạc tại đây sẽ giới thiệu từng thể loại âm nhạc với những nghệ sỹ tiêu biểu của dòng nhạc đó. Số đầu tiên là nhạc tiền chiến với chương trình “Riêng một góc trời” do ca sĩ Tuấn Ngọc thể hiện, tiếp theo là thể loại nhạc trữ tình với sự cống hiến của Hồng Nhung và Quang Dũng, nhạc trẻ do Thanh Lam và Hà Anh Tuấn trình diễn, nhạc R&B, dance do Hồ Ngọc Hà và Thanh Bùi, đêm nhạc World Music do nghệ sĩ nhạc Jazz danh tiếng thế giới Nguyên Lê trình diễn, hay series “Tài năng trẻ” có sự góp mặt của các ca sĩ trẻ được khán giả mến mộ là Quán quân Giọng hát Việt 2012 Hương Tràm, Quán quân Sao Mai điểm hẹn 2012 Nguyễn Đình Thanh Tâm và Á quân Vietnam Idol 2012 Hoàng Quyên…
Cuối năm 2012, anh cùng các nhạc sĩ Anh Quân và Quốc Trung đứng lên khởi xướng cuộc vận động "Nghe có ý thức" nhằm ủng hộ chiến dịch thu phí tải nhạc trực tuyến từ các trang web nhạc ở Việt Nam. Cuộc vận động sau đó được báo Thể thao & Văn hóa bầu chọn là một trong 10 sự kiện văn hóa của năm 2012.
Năm 2015, Học viện Âm nhạc Young Hit Young Beat Academy of Art (YHYB Academy) ra mắt ở Hà Nội, là chuỗi dự án âm nhạc bao gồm các hoạt động sản xuất âm nhạc, tổ chức liveshow cho đến đào tạo và phát triển tài năng âm nhạc do ANH EM Records (nhạc sĩ Huy Tuấn, nhạc sĩ Anh Quân..) cùng ca sĩ Mỹ Linh khởi xướng và được hưởng ứng bởi nhiều nghệ sĩ khác với mục đích tạo lập một không gian dung dưỡng và phát triển các nhạc sĩ và ca sĩ trẻ tuổi tài năng. Young Hit Young Beat đã gây tiếng vang lớn kể từ khi ra mắt với hàng chục ca khúc mới, 3 album CD, 3 liveshow và nhiều video music (MV) cho các ca sĩ trẻ như Hoàng Tôn, Bùi Anh Tuấn, Vũ Cát Tường, Nhật Thủy, Đinh Mạnh Ninh, Bích Phượng, Trung Quân, Anna Trương, Min ST319, Hà Minh Tiến…
Bản thân là một người góp phần tạo nên tên tuổi của nhiều nghệ sĩ nổi tiếng, nhạc sĩ Huy Tuấn hiểu tầm quan trọng của một nhà sản xuất âm nhạc đối với thành công của ca sĩ, bởi nếu chỉ dựa vào tài năng và giọng hát thôi thì chưa đủ. Không ít tài năng âm nhạc chiến thắng sau cuộc thi không thể tiến xa hơn bởi vì họ không có một “hậu phương” vững chắc. Năm 2016, Huy Tuấn khởi xướng và đồng thời làm giám đốc âm nhạc lẫn thành viên ban giám khảo của “Khởi đầu ước mơ – Dream High”, chương trình phát triển tài năng âm nhạc và tôn vinh công việc thầm lặng của các nhà sản xuất âm nhạc (music producer). Quán quân mùa 1 là Phạm Anh Duy ngay sau khi giành chiến thắng đã trở thành ca sĩ độc quyền của công ty giải trí Stars Park Entertainment (Huy Tuấn là đồng sáng lập và quản lý) và ra mắt thành công single “Đón bình minh” và album đầu tay “Nữ thần – Divas”.
Huy Tuấn cũng từng lên ý tưởng và đề xuất tổ chức Festival Âm nhạc Hạ Long như một chuỗi các sự kiện âm nhạc liền nhau, nhưng vì nhiều lý do chưa thực hiện được. Vì thế, chương trình nghệ thuật Carnaval Hạ Long (2018) nằm trong khuôn khổ lễ công bố Năm du lịch Quốc gia 2018 Hạ Long – Quảng Ninh, giống như một cơ hội để vị đạo diễn âm nhạc này hiện thực hóa một phần ý tưởng nói trên. Bản thân anh cũng sáng tác một bài hát mang tên “Hạ Long rực rỡ” dành tặng riêng cho vùng đất Quảng Ninh quê hương của mình. Chương trình nghệ thuật bao gồm 3 phần chính: Truyền thuyết và tâm linh; Độc đáo và đa sắc; Hội nhập và lan tỏa. Chương trình có sự tham gia biểu diễn của nhiều ca sĩ, nghệ sĩ nổi tiếng trong nước và những đoàn nghệ thuật đến từ các nước: Brasil, Hàn Quốc, Ukraina…

## Quan điểm âm nhạc
Tu nghiệp ở Châu Âu nên những dòng nhạc phương Tây đã ngấm vào máu Huy Tuấn. Mặc dù học chuyên ngành Flute, anh lại quyết định chuyển sang chơi bass sau khi cùng Anh Quân lập ra ban nhạc Anh Em.
Huy Tuấn vốn có thế mạnh với R&B và Funk, có thể thấy rõ điều này trong các sáng tác của anh. Theo anh, R&B rất tinh túy, là miền đất mà ca sĩ không bao giờ có thể khám phá ngay được trong một khoảng thời gian ngắn. Mỹ Linh là một trong số ít ca sĩ chinh phục được thể loại này, là người tiên phong thể hiện R&B ở Việt Nam. Nói về diva “Tóc ngắn” – người bạn đồng hành 20 năm, Huy Tuấn cho rằng cô có vị trí đặc biệt nhất trong sự nghiệp của anh, “Bài hát hit nhất của tôi là do Mỹ Linh mang đến khán giả. Bài hát được yêu thích nhất của tôi cũng là do Mỹ Linh cất giọng đầu tiên. Vai trò ấy là rất quan trọng, và có thể nói, những mốc son hiển hách nhất trong đời sống âm nhạc của tôi đều có bóng dáng của Mỹ Linh.” Tuy nhiên, là một người cởi mở và hướng ngoại, Huy Tuấn không tự bó hẹp mình mà vẫn tiếp xúc và làm việc được với những thể loại âm nhạc khác, cũng như có thể hợp tác với các nghệ sĩ khác nhau, dù trẻ hay già, dù mới mẻ hay thành đạt, và coi đó như một cơ hội mang lại cho anh cái nhin thực tế về thị trường.
Mặc dù là bạn bè thân thiết còn hơn anh em ruột thịt, Huy Tuấn và Anh Quân dường như lại rất khác nhau về những quan điểm âm nhạc. Hiển nhiên vì họ vốn dĩ là hai cá tính khác nhau, xuất phát từ hai bản năng khác nhau, môi trường sống khác nhau và đời sống cũng khác nhau. Điểm chung của họ là cùng mong muốn cho thị trường âm nhạc được lành mạnh nhất có thể. Chính Anh Quân cũng phải thừa nhận Huy Tuấn mạnh hơn mình về tư duy thị trường. Nếu Anh Quân từng nêu quan điểm trên Zing.vn về thực trạng quan hệ giữa nghệ sĩ (artist) và thần tượng (idol) trong nhạc Việt là thiếu sự đồng cảm, tương tác, thậm chí còn định kiến với nhau; thì Huy Tuấn lại tỏ ra không đồng tình và khẳng định âm nhạc giải trí và âm nhạc thưởng thức rất khó song hành với nhau. Theo anh, âm nhạc thưởng thức đòi hỏi sâu hơn, kỹ hơn, trong khi âm nhạc giải trí là sự phát triển đồng hành với sự phát triển của công nghệ và đặc biệt là bám vào xu hướng, mà xu hướng thì thay đổi hàng ngày. Dù cho rằng nên tách bạch hai điều đó nhưng Huy Tuấn lại chứng minh rằng mình có tư duy cởi mở và có thể thành công trên cả hai “mặt trận”, bởi với anh mỗi thể loại có sứ mệnh khác nhau và công việc của người làm nghề là cần quan sát nó với con mắt bình tĩnh, “Anh không thể đòi hỏi tất cả phải thưởng thức âm nhạc của mình vì anh cho rằng mình cao siêu. Đôi khi, chúng ta còn phải làm quen với các thảm họa.”

## Đời sống cá nhân
Huy Tuấn là một người kín đáo, ít khi chia sẻ chuyện riêng tư nên cuộc sống của anh vẫn luôn là một câu chuyện bỏ ngỏ của công chúng và báo chí. Nhất là từ sau sự đổ vỡ của cuộc hôn nhân đầu, anh chỉ chuyên tâm vào âm nhạc cùng các dự án liên quan, và rất kiệm lợi nói về những chuyện bên lề. 
Năm 1999, Huy Tuấn kết hôn với người vợ đầu tiên rồi chia tay sau 10 năm chung sống, hai người có với nhau một cô con gái. Năm 2011, anh gặp gỡ và có tình cảm với một người phụ nữ gốc Bắc không hoạt động trong lĩnh vực nghệ thuật. Họ sau đó kết hôn và cùng chuyển vào Thành phố Hồ Chí Minh sinh sống. Hiện tại, anh đang sống cùng vợ và ba người  con ở khu vực phía Nam Thành phố Hồ Chí Minh.

## Đam mê
Ngoài gia đình và âm nhạc luôn là ưu tiên số 1, Huy Tuấn còn có sở thích về phim ảnh, thể thao và công nghệ. Anh yêu đội tuyển bóng đá Đức và mê xem phim từ bé. Trong giới nghệ sĩ, anh còn nổi tiếng là người yêu thích công nghệ và đam mê ứng dụng công nghệ vào công việc và cuộc sống.
Đầu năm 2014, Huy Tuấn từng trang bị hệ thống nhà thông minh Bkav Smarthome. Tháng 8 năm 2014, Huy Tuấn chính thức trở thành “người dùng tiên phong” (KOL), chia sẻ trải nghiệm sử dụng điện thoại của hãng Mobiistar. Tháng 9 năm 2017, Huy Tuấn cùng một số nghệ sĩ Việt được mời tham dự lễ ra mắt và trải nghiệm sản phẩm Tivi LG OLED Signature W.

## Danh sách đĩa nhạc

### Một số sáng tác
- 24 giờ 7 ngày
- Anh trôi về em
- Bài ca tình nguyện xanh
- Biết
- Bốn mùa trong anh
- Cám ơn tình yêu
- Cám ơn vẻ đẹp em
- Chiều
- Chiều vắng anh
- Chỉ một mình anh
- Cho em
- Chờ em
- Chờ người nơi ấy (OST Mỹ nhân kế) (với Hà Quang Minh)
- Có nhau ngày xuân
- Cô ấy
- Danh vọng
- Để trái tim luôn gần nhau
- Đợi em
- Đừng hát khi buồn (lời: Dương Thụ)
- Độc hành (OST Bão ngầm) (lời: Phan Huyền Thư)
- Em là ai
- Em mơ về anh
- Forever n ever (F.N.E)
- Giấc mơ đã qua (với Mai Lâm)
- Giữ lại mùa hè
- Hai chúng ta
- Hát cho hành tinh xanh
- Hát thầm (với Dương Thụ)
- Hãy tỏa sáng (Let's shine) (Nhạc nền chính thức cho Sea Ganes 31)
- Hoài niệm mẹ
- Hòa nhịp con tim
- Khúc giao mùa
- Kiều mệnh khúc (OST Kiều)
- Kỷ niệm
- Lạc bờ (lời: Mỹ Linh)
- Let me be the one
- Màu tình yêu
- Một đêm mưa tháng giêng
- Một ngày mới
- Mơ hồ
- Mơ về nơi bình yên
- Mùa cũ
- Mùa đông sẽ qua
- Mưa
- Mưa (Đừng tạnh nhé)
- Này em xinh ơi
- Nắng sớm
- Nếu lúc ấy
- Ngao du
- Ngã rẽ trái tim
- Ngã rẽ trong tim
- Ngày chung đôi
- Ngày gần anh
- Nhớ mưa
- Những giấc mơ dài
- Những ngày thật khác
- Nơi em tìm đến
- Nụ hôn ngày mưa
- Ô kìa nắng (với Anh Quân)
- Phút bối rối
- Phút giao thừa lặng lẽ (với Anh Quân)
- Phút giây giao thừa
- Quán cà phê mùa hè
- Rap mới lớn (lời: Hoàng Anh Tú)
- Saigon
- Sự thật vỡ đôi (OST Tiệc trăng máu)
- Tango trao em
- Thiên đường (với Anh Quân)
- Tóc ngắn
- Trái tim âm thầm
- Trái tim luôn gần nhau
- Trăng trong phố
- Trưa vắng
- Valentin
- Và tôi vẫn hát
- Vì em dối gian
- Heavy rotation (lời Việt)
- Koisuru Fortune Cookie (Thất tình tích cực) (lời Việt)
- SGO48
- Shojotachi yo (Các bạn gái tôi ơi)

### Sản xuất
| Mỹ Linh - Vẫn mãi mong chờ – Tóc ngắn II (2002), cùng Anh Quân, Dương Thụ - Made in Vietnam (2003), cùng Anh Quân - Chat với Mozart (2005), cùng Anh Quân - Để tình yêu hát (2006), cùng Anh Quân - Một ngày – Tóc ngắn Acoustic (2011), cùng Anh Quân Ban nhạc Anh Em - Thiên đường (EP – 1995, không chính thức phát hành), cùng Anh Quân - Lại gần bên anh Thu Phương - Như chưa bắt đầu (2002), cùng Anh Quân Hồ Ngọc Hà - 24 giờ 7 ngày (2004) | Phương Anh - Giấc mơ (2006), cùng Anh Quân - 9 (2008), cùng Anh Quân Maya - Đêm qua em mơ thấy anh (2009) Văn Mai Hương - Hãy mỉm cười (2011) - Mười tám + (2013) Vũ Cát Tường - Giải mã (2014) Phạm Anh Khoa - Phá (2015) |  |

## Chương trình truyền hình
- Vietnam Idol: Thần tượng Âm nhạc Việt Nam (2010-nay)
- Bài hát yêu thích (2012-2015)
- The Ultimate Entertainer: Tuyệt đỉnh tranh tài (2014-2015)
- Star Academy Vietnam: Học viện ngôi sao (2014-2015)
- Dream High: Khởi đầu ước mơ (HTV7-2016)
- It takes 2: Trời sinh một cặp (2017-nay)
- Celebrity Battle: Sao đại chiến (2017)
- Bài hát Việt (2012-2015)
- Sao Mai điểm hẹn (2006, 2014)
- Sao Việt toàn năng (2015)
- Tìm kiếm tài năng: Vietnam's Got Talent (2011 - 2016)
- Ban nhạc Việt: The Band (2017)
- Biệt đội tài năng (2016)
- Điểm hẹn tài năng (2025)